# JD Davison
Jerdarrian Devontae "JD" Davison (Montgomery, 3 de outubro de 2002) é um jogador norte-americano de basquete profissional que atualmente joga no Boston Celtics da National Basketball Association (NBA) e no Maine Celtics da G-League.
Ele jogou basquete universitário na Universidade do Alabama e foi selecionado pelo Celtics como a 53º escolha geral no draft da NBA de 2022.

## Carreira no ensino médio
Davison estudou na Calhoun High School em Letohatchee, Alabama. Em seu terceiro ano, Davison teve médias de 30,4 pontos, 12 rebotes e cinco assistências, ganhando o Mr. Basketball do Alabama. Ele liderou sua equipe a um título estadual da Classe 2A, convertendo uma cesta de três pontos vencedora do jogo como parte de um desempenho de 34 pontos e 10 rebotes no jogo do título. Em seu último ano, Davison teve médias de 32,4 pontos, 10,9 rebotes e 4,7 assistências e foi selecionado como Mr. Basketball do Alabama pela segunda temporada consecutiva.

### Recrutamento
Davison era um recruta de cinco estrelas de consenso e um dos principais armadores da classe de 2021. Em 3 de outubro de 2020, ele se comprometeu a jogar basquete universitário na  Universidade do Alabama e rejeitou as ofertas de Auburn, LSU, Memphis, Michigan e Kansas. Ele se tornou o primeiro recruta de cinco estrelas durante o mandato do treinador Nate Oats. Ele foi atraído para o Alabama em parte porque queria permanecer perto de casa.
| Nome | Cidade natal                                           | Escola       | Altura             | Peso           | Data                 |
| --- | ------------------------------------------------------ | ------------ | ------------------ | -------------- | -------------------- |
| JD Davison PG | Letohatchee, AL                                        | Calhoun (AL) | 6 ft 3 in (1.91 m) | 180 lb (82 kg) | 3 de Outubro de 2020 |
| JD Davison PG | Classificação: Rivals: 247Sports: ESPN: ESPN grade: 94 |              |                    |                |                      |
| Classificação geral de novatos: 247Sports: 16º \| Rivals: 13º \| ESPN: 15º |                                                        |              |                    |                |                      |
| - Nota: Em muitos casos, Scout, Rivals, 247Sports e ESPN podem entrar em conflito em suas listas de altura e peso. Nestes casos, a média foi obtida. As notas da ESPN estão em uma escala de 100 pontos. - Fonte: |                                                        |              |                    |                |                      |

## Carreira universitária
Como calouro, Davison teve médias de 8,5 pontos, 4,8 rebotes e 4,3 assistências e foi nomeado para a Equipe de Calouros da SEC. Em 13 de abril de 2022, Davison se declarou para o Draft da NBA de 2022, renunciando à elegibilidade universitária restante.

## Carreira profissional

### Boston Celtics (2022–Presente)
Davison foi selecionado pelo Boston Celtics como a 53ª escolha geral do draft da NBA de 2022. Em 8 de julho de 2022, ele assinou um contrato de mão dupla com os Celtics. Sob os termos do acordo, ele dividiria o tempo entre o Celtics e seu afiliado da G-League, o Maine Celtics.
Em 11 de novembro de 2022, Davison fez sua estreia na NBA em uma vitória por 131-112 sobre o Denver Nuggets.
Em 9 de julho de 2023, Davison assinou outro contrato de mão dupla com os Celtics. Ele se tornou campeão da NBA quando os Celtics derrotaram o Dallas Mavericks em 5 jogos nas Finais da NBA. Em 8 de julho de 2024, ele assinou outro contrato de de mão dupla.

## Estatísticas da carreira

### NBA
| Ano      | Equipe   | PJ | PT | MPJ | AP   | 3P   | LL   | RT  | AS  | BR | TO | PPJ |
| -------- | -------- | -- | -- | --- | ---- | ---- | ---- | --- | --- | -- | -- | --- |
| 2022–23  | Boston   | 12 | 0  | 5.5 | .421 | .286 | .500 | .8  | .9  | .2 | .2 | 1.6 |
| 2023–24  | Boston † | 8  | 0  | 4.9 | .417 | .429 | .750 | 1.3 | 1.3 | .1 | .1 | 2.0 |
| Carreira | Carreira | 20 | 0  | 5.2 | .419 | .357 | .625 | 1.0 | 1.1 | .1 | .1 | 1.8 |

### Universitário
| Ano     | Equipe  | PJ | PT | MPJ  | AP   | 3P   | LL   | RT  | AS  | BR  | TO | PPJ |
| ------- | ------- | -- | -- | ---- | ---- | ---- | ---- | --- | --- | --- | -- | --- |
| 2021–22 | Alabama | 33 | 5  | 25.8 | .463 | .301 | .728 | 4.8 | 4.3 | 1.0 | .4 | 8.5 |

Fonte:

## Prêmios e Homenagens
NBA
- Campeão da NBA: 2024